# Eutettix bartschi
Eutettix bartschi är en insektsart som beskrevs av Van Duzee 1909. Eutettix bartschi ingår i släktet Eutettix och familjen dvärgstritar. Inga underarter finns listade i Catalogue of Life.